# Matthew Wilson (piloto)

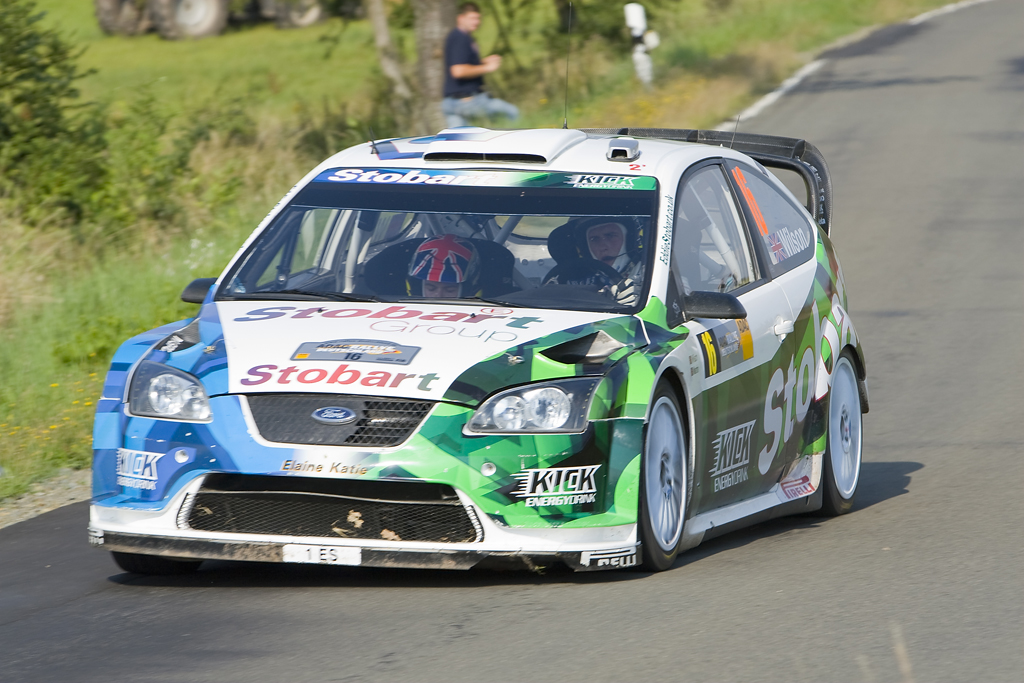
Wilson en el Rally de Alemania de 2008.

Matthew Wilson, (Cockermouth, Inglaterra, 29 de enero de 1987) es un piloto de rally británico que ha competido en el Campeonato del Mundo de Rally con diferentes equipos como el Stobart M-Sport Ford Rally Team, Go Fast Energy World Rally Team y Qatar M-Sport WRT siempre con vehículos de la marca Ford. Es hijo del expiloto de rally Malcolm Wilson, dueño de la empresa M-Sport y director deportivo del equipo Ford. En 2006 se convirtió en el piloto más joven en ganar un tramo del campeonato del mundo, hecho que logró en el Rally de Argentina.

## Trayectoria
Comenzó compitiendo en el Campeonato Británico de Rallyes. En 2004 termina tercero y debuta en el Mundial en el Rally de Gran Bretaña haciendo un 13º puesto. 
En 2005 se une al programa de entrenamiento de Rallye Élite de la Federación Británica de Automovilismo. Se recupera de una lesión en la pierna y finaliza 15º en el Rally de Gran Bretaña. 
En 2006 disputa el calendario completo del mundial con el equipo Stobart M-Sport Ford Rally Team.
Finaliza 11º en 2007, 10º en 2008 y 7º en 2009 y 2010.
Su mejor puesto en una prueba del mundial, fue un cuarto puesto en el Rally de Japón de 2007.
En 2012 fichó por el equipo estadounidense Go Fast Energy World Rally Team y teniendo como compañero de equipo al noruego Henning Solberg. Tras las dos primera citas, el inglés sufrió una lesión entrenando por lo que no estuvo presente en el Rally México.
En 2013 comenzó la temporada disputando el Rally de Suecia en sustitución de Nasser Al-Attiyah en el equipo Qatar World Rally Team, al causar baja por enfermedad días antes de la prueba.

## Resultados

### Resultados en el WRC
| Año  | Equipo                             | Vehículo             | 1      | 2       | 3      | 4       | 5      | 6      | 7      | 8      | 9      | 10     | 11     | 12      | 13      | 14     | 15     | 16     | Pos. | Puntos |
| ---- | ---------------------------------- | -------------------- | ------ | ------- | ------ | ------- | ------ | ------ | ------ | ------ | ------ | ------ | ------ | ------- | ------- | ------ | ------ | ------ | ---- | ------ |
| 2004 | M-Sport                            | Ford Focus RS WRC 02 | MON    | SWE     | MEX    | NZL     | CHI    | GRE    | TUR    | ARG    | FIN    | GER    | JAP    | GBR 13  | CER     | COR    | ESP    | AUS    | -    | 0      |
| 2005 | Eddie Stobart Motorsport           | Ford Focus RS WRC    | MON    | SWE     | MEX    | NZL     | ITA    | CYP    | TUR    | GRE    | ARG    | FIN    | GER    | GBR 15  | JPN     | FRA    | ESP    | AUS    | -    | 0      |
| 2006 | Stobart VK M-Sport Ford Rally Team | Ford Focus RS WRC 04 | MON 15 | SWE 14  | MEX 16 | ESP 15  | FRA 16 | ARG 8  | ITA 34 | GRE 10 | GER 12 | FIN 10 |        | CYP 10  | TUR 12  |        |        |        | 28º  | 1      |
| 2006 | Stobart VK M-Sport Ford Rally Team | Ford Focus RS WRC 06 |        |         |        |         |        |        |        |        |        |        | JPN 40 |         |         | AUS 27 | NZL 13 | GBR 12 | 28º  | 1      |
| 2007 | Stobart M-Sport Ford Rally Team    | Ford Focus RS WRC 06 | MON 12 | SWE Ret | NOR 26 | MEX 8   | POR 12 | ARG 30 | ITA 12 | GRE 10 | FIN 10 | GER 9  | NZL 10 | ESP 11  | FRA Ret | JPN 4  | IRE 7  | GBR 6  | 11º  | 11     |
| 2008 | Stobart VK M-Sport Ford Rally Team | Ford Focus RS WRC 07 | MON 10 | SWE Ret | MEX 6  | ARG Ret | JOR 5  | ITA 12 | GRE 6  | TUR 7  | FIN 9  | GER 12 | NZL 17 | ESP 9   | FRA 8   | JPN 7  | GBR 9  |        | 10º  | 15     |
| 2009 | Stobart VK M-Sport Ford Rally Team | Ford Focus RS WRC 08 | IRE 7  | NOR 7   | CYP 5  | POR Ret | ARG 5  | ITA 6  | GRE 13 | POL 5  | FIN 8  | AUS 6  | ESP 7  | GBR 6   |         |        |        |        | 7º   | 28     |
| 2010 | Stobart VK M-Sport Ford Rally Team | Ford Focus RS WRC 08 | SWE 7  | MEX 16  | JOR 5  | TUR 7   | NZL 6  | POR 6  | BUL 9  | FIN 6  | DEU 6  | JPN 22 | FRA 8  | ESP 6   | GBR 7   |        |        |        | 7º   | 74     |
| 2011 | Stobart M-Sport Ford Rally Team    | Ford Fiesta RS WRC   | SWE 9  | MEX Ret | POR 5  | JOR 5   | ITA 9  | ARG 8  | GRE 6  | FIN 8  | DEU 11 | AUS 4  | FRA 10 | ESP Ret | GBR 5   |        |        |        | 7º   | 63     |
| 2012 | Go Fast Energy World Rally Team    | Ford Fiesta RS WRC   | MON 11 | SWE DNS | MEX    | POR     | ARG    | GRE    | NZL    | FIN    | DEU    |        |        |         |         |        |        |        | 25º  | 4      |
| 2012 | M-Sport Ford World Rally Team      | Ford Fiesta RS WRC   |        |         |        |         |        |        |        |        |        | GBR 8  | FRA    | ITA     | ESP     |        |        |        | 25º  | 4      |
| 2013 | Qatar M-Sport WRT                  | Ford Fiesta RS WRC   | MON    | SWE 27  | MEX    | POR     | ARG    | GRE    | ITA    | FIN    | DEU    | AUS    | FRA    | ESP     | GBR     |        |        |        | -    | 0      |
| 2014 | Yazeed Racing                      | Ford Fiesta RRC      | MON    | SWE     | MEX    | POR     | ARG    | ITA    | POL    | FIN    | DEU    | AUS    | FRA    | ESP     | GBR 14  |        |        |        | -    | 0      |

- Referencias[5]